# 科蘇特廣場

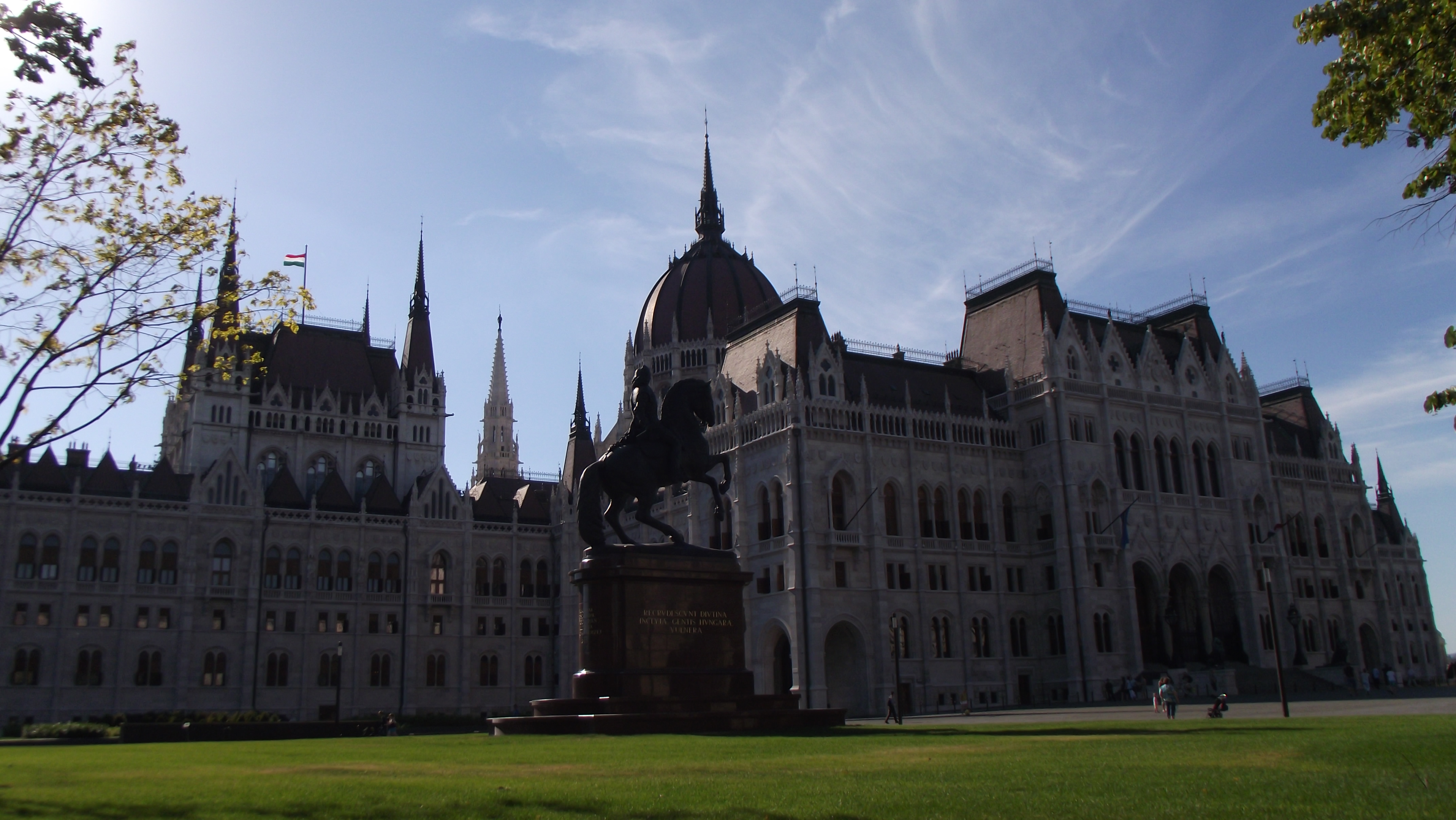

科蘇特廣場（匈牙利語：Kossuth Lajos tér）是匈牙利布達佩斯的一座廣場。科蘇特廣場位於多瑙河河岸，毗鄰匈牙利國會大廈。布達佩斯地鐵2號線在這裡設有車站。1956年匈牙利革命期间，科蘇特廣場是革命的中心地带之一，10月25日广场发生了屠杀事件，议会大厦对面的农业部大楼上有机枪向广场上的人群扫射，造成多人死伤。國會大廈前有纪念1956年匈牙利革命的纪念碑。

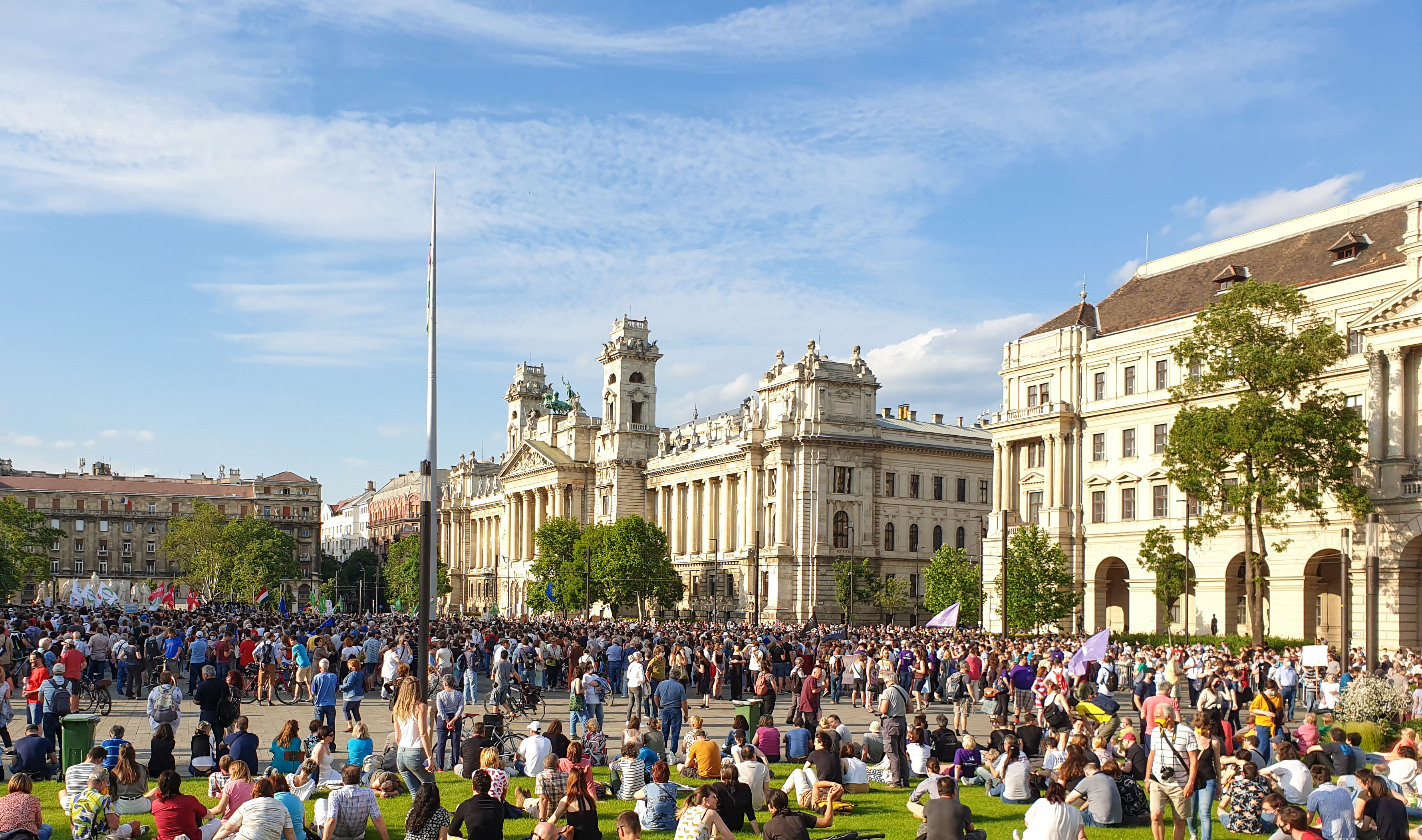
2021年，示威者聚集在科蘇特廣場，抗議復旦大學在布達佩斯設置分校

47°30′25″N 19°2′50″E / 47.50694°N 19.04722°E